# David al II-lea al Trapezuntului
David a II-lea al Trapezuntului sau David Comnen (n. cca. 1408 – d. 1 noiembrie 1463) a fost ultimul împărat al Trapezuntului. Fiul lui Alexios al IV-lea și soției sale, Teodora, căsătorit cu Elena Cantacuzino, în 1458 și-a succedat fratele, pe Ioan al IV-lea Caloian, la tronul Imperiului din Trapezunt, în defavoarea nepotului său Alexis al V-lea care era doar un copil. David al II-lea Comnenul a domnit trei ani, până pe 15 august 1461.
În august 1461, asediat în Trapezunt de către forțele sultanului Mahomed al II-lea, i s-a oferit șansa de predare. A acceptat oferta, probabil, susținut de logofătul George Amiroutzes, responsabil pentru negocierile de pace cu sultanul. David a pornit cu familia sa pe o navă turcească înspre Constantinopol, apoi la Adrianopol.
În 1463 a fost acuzat că ar fi luat parte la o conspirație cu Biserica Romei și arestat. David și fiul său au fost închiși în Fortăreața Edikule, unde au fost executați la 1 noiembrie 1463.
Împărăteasa Elena s-a retras în afara orașului și în secret a îngropat trupul soțului și fiului ei, în ciuda ordinelor sultanului. Ea a murit de durere câteva zile mai târziu.